# Namhansanseong

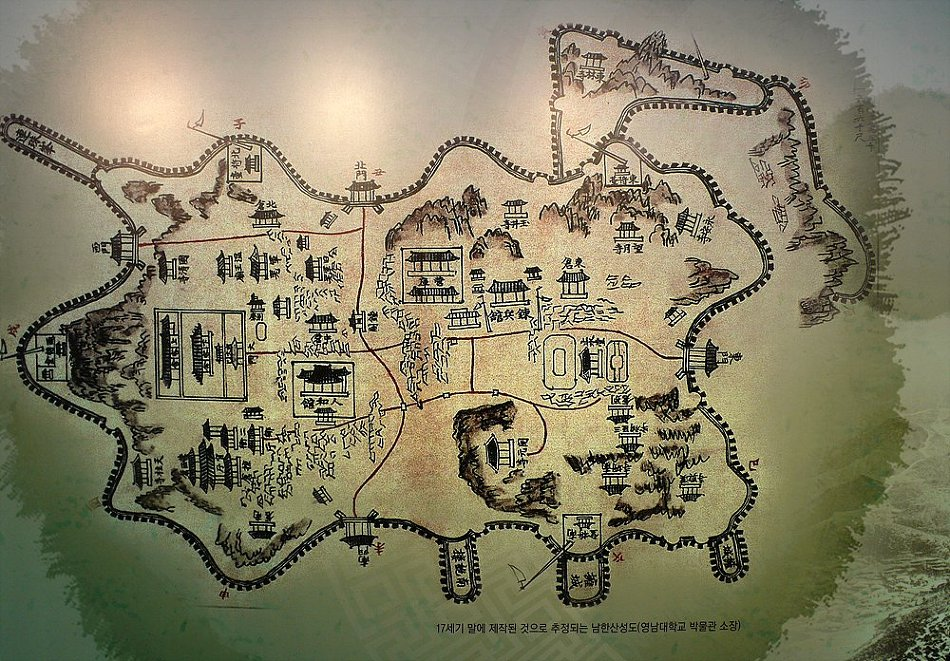
Plattegrond van het fort

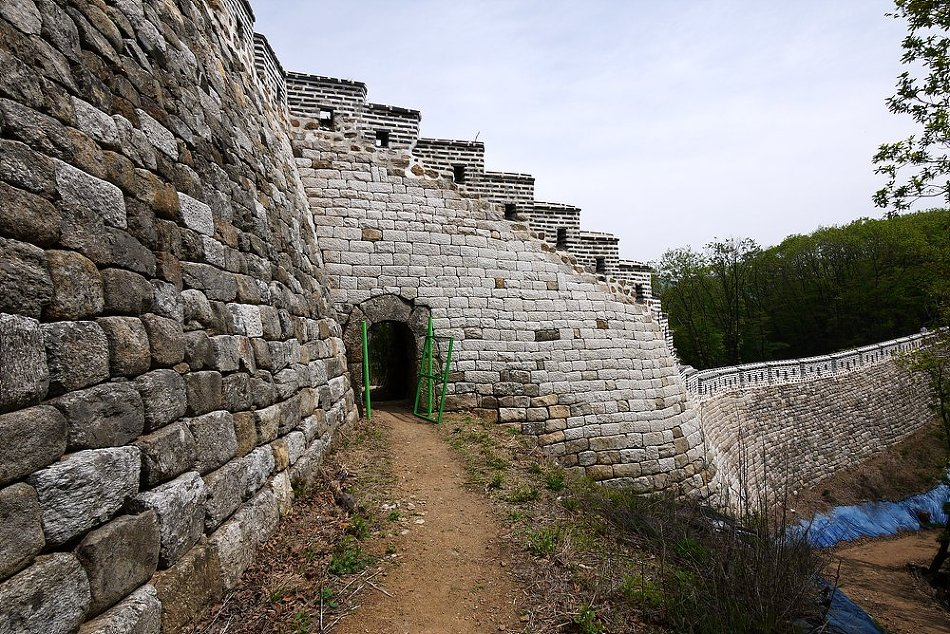
Een van de poorten in de omwalling van de Namhansanseong

De Namhansanseong is een Zuid-Koreaans fort gelegen in een groot provinciaal park op de Zuidelijke Hanberg (Namhansan) op een hoogte van 480 meter ten zuidoosten en vlak bij Seoel.
De eerste vesting op de locatie dateert uit de 7e eeuw ter verdediging van Silla tegen de aanvallen van de Chinese Tang-dynastie. Goryeo-koningen hielden het fort in gebruik.
De huidige wallen dateren deels uit de 17e eeuw, midden in de Koreaanse Joseondynastie. De dreiging toen waren de Mantsjoes onder leiding van keizer Hong Taiji die het Chinese rijk van de Ming-dynastie aanvielen. Koning Injo van Joseon kon de invasie van de Mantsjoes niet tegenhouden en werd schatplichtig aan de uit de Mantsjoes ontstane Qing-dynastie. Het fort, waarin hij met 13.800 soldaten en 3.000 vechtende monniken zich had teruggetrokken hield stand maar hongersnood in het fort dwong hen tot overgave.
Koning Sukjong van Joseon vergrootte tussen 1686 en 1693 het fort, net zoals in de 18e eeuw de koningen Yeongjo van Joseon en diens opvolger en kleinzoon Jeongjo van Joseon.
Binnen de wallen van het fort zijn een aantal tempels gebouwd.
Het fort werd in 2014 tijdens de 38e sessie van de Commissie voor het Werelderfgoed toegevoegd aan de Werelderfgoedlijst van de UNESCO als cultuurerfgoed.
Haeinsatempel Janggyeong Panjeon, bewaarplaats van de Tripitaka Koreana houtblokken ·
Jongmyo-heiligdom ·
Seokguramgrot en Bulguksatempel ·
Changdeokgung-paleiscomplex ·
Hwaseong-vesting ·
Hunebedplaatsen Gochang, Hwasun en Ganghwa ·
Historische gebieden van Gyeongju ·
Vulkanisch eiland Jeju met lavagrotten ·
Koninklijke tombes van de Joseondynastie ·
Historische dorpen van Korea: Hahoe en Yangdong ·
Namhansanseong ·
Historisch gebied van Paekche ·
Sansa, boeddhistische bergkloosters in Korea ·
Seowon, Koreaanse neoconfucianistische academies ·
Getbol, Koreaanse getijdenplaten